# David Nykl
David Nykl (Prága, 1967. február 7. –), csehszlovákiai születésű kanadai film-, televízió-, TV reklám színész. Színházi darabokban is fellép.

## Élete
1968-ban, amikor a szovjet csapatok 1968-ban elfojtották a prágai tavaszt, Nykl, és családja elhagyta a kommunista Csehszlovákiát és Kanadába emigrált. A Brit Columbia-i Victoria városában telepedtek le, ahol apja tervezőmérnöki, míg anyja ápolói munkát kapott.
A University of British Columbia szabad művészetek szakán diplomázott. Vancouver és Prága számos színházában fellépett, illetve megjelent több filmben és televíziós alkotásban. 1994-ben megalapította a Prague’s Misery Loves Company Theatre színházat Richard Tothtal és Ewan McLarennel.
Jelenleg a Csillagkapu: Atlantisz című sci-fi sorozatban szerepel, ő alakítja Dr. Radek Zelenkát. Szerepe szerint egy cseh tudós, aki a földi csapattal Atlantisz elveszett városának nyomába eredt.